# Francis Gary Powers

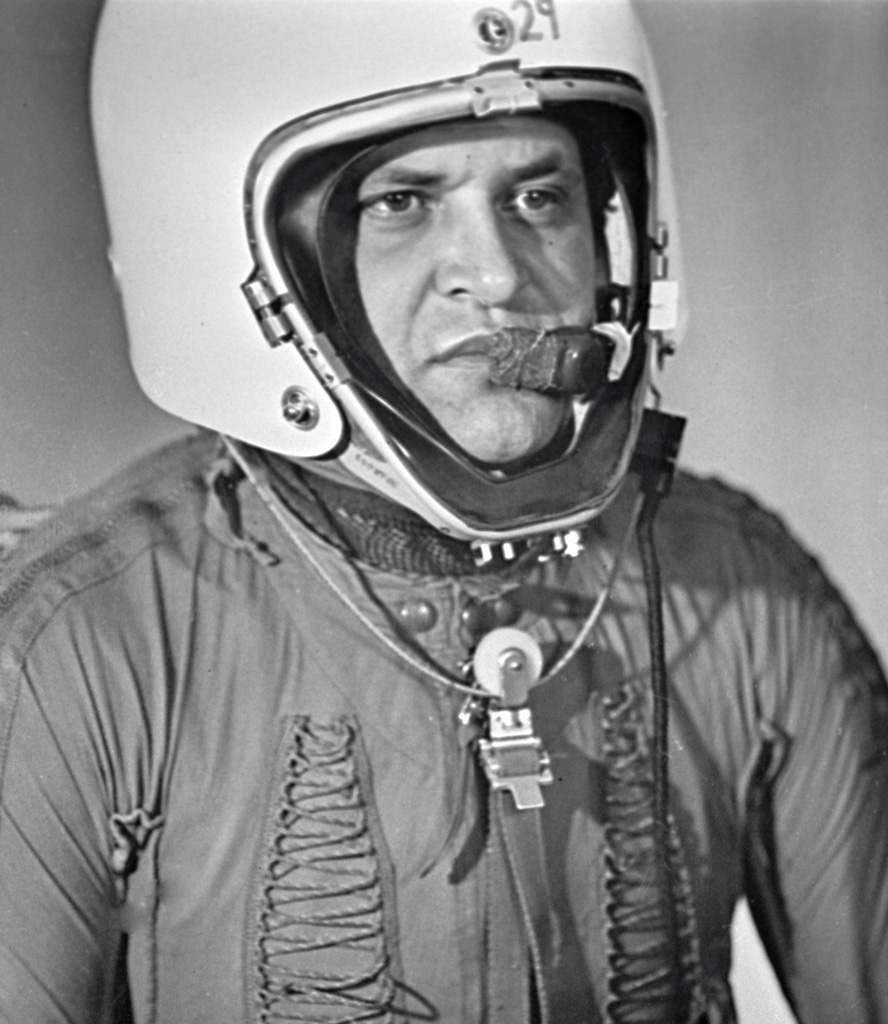
Francis Gary Powers 1960

Francis „Frank” Gary Powers (Jenkins, Kentucky, 1929. augusztus 17. – Encino, Los Angeles, Kalifornia, 1977. augusztus 1.) az amerikai légierő tisztje. Lockheed U–2 felderítő repülőgépét 1960-ban lőtték le a Szovjetunió felett, melynek következtében kezdetét vette az U–2 krízis.

## Életrajza
Powers az Amerikai Egyesült Államokban született, a Kentucky állambeli Burdine városában, majd a Virginia-Kentucky határvidéken található Poundban nevelkedett. A Tennessee keleti részén található Milligan College-ból diplomázott, majd 1950-ben belépett az amerikai légierőbe. Kiképzése után a 468. stratégiai vadászezredhez került (468th Strategic Fighter Squadron) a georgiai Turner légibázisra. F–84 Thunderjet pilótának osztották be. A koreai háborúba rendelték, majd a fia szerint egy betegségből való felépülése után azért vették fel a CIA-ba, mert Powers kiemelkedő tapasztalatot szerzett az egy hajtóműves sugárhajtású repülőgépek vezetésében. 1956-ban századosi ranggal lépett ki a légierőből, hogy részt vegyen a CIA Lockheed U–2 programjában.

### U–2 incidens
Az U–2 pilóták feladata felderítő repülések végrehajtása volt ellenséges területek felett, többek között a Szovjetunió felett is, és ott a kijelölt katonai és egyéb, a hírszerzés számára magas jelentőségű objektumok lefényképezése. Powers a törökországi Incirlik légibázisról indult 1960. május 1-jén. Szverdlovszk (ma Jekatyerinburg) városa felett a gépét eltalálta egy légelhárító rakéta. Powerst a Szovjetunió elleni kémkedés miatt letartóztatták, három évnyi börtönbüntetésre és hét évnyi munkatáborra ítélték. 1962. február 10-én, huszonegy hónappal a fogságba esése után azonban Powerst egy másik amerikaival, Frederic Pryor diákkal együtt egy fogolycsere során kicserélték William Fisher polgári nevű, Rudolf Abel fedőnevű KGB-s ezredesre a németországi Potsdam és Berlin között található Glienickei hídon.

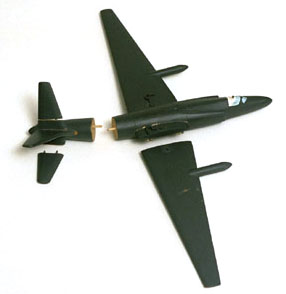
Fából készült U–2 makett. Powers két ilyen makett segítségével demonstrálta a szenátusi meghallgatásán, hogy a gépe hol és hány darabra szakadt szét.

Amerikába való visszatérte után Powerst sok kritika érte amiatt, hogy nem aktiválta a repülőgép önmegsemmisítő töltetét. Ez a töltet a gépen található fényképezőgépet, filmet és egyéb titkos berendezést vagy alkatrészt semmisítette volna meg, így megakadályozva, hogy azok illetéktelen kezekbe kerüljenek. Mások amiatt kritizálták Powerst, hogy nem követett el öngyilkosságot az erre a célra rendszeresített mérgezett tüskével. Ezt a mérgezett tüskét egy üreges ezüst dollárba rejtették és arra szánták, hogy használatával elkerülhető legyen a kihallgatások során alkalmazott kínzás. Miután a CIA, a Lockheed és az amerikai légierő részletesen kikérdezte Powerst, az amerikai szenátus katonai bizottsága megállapította, hogy Powers követte a parancsokat, nem szolgáltatott kritikus fontosságú információt a szovjeteknek és hogy „remek fiatalemberként viselkedett a veszélyes körülmények között.” Amikor Powerstől megkérdezték, hogy azon a napon milyen magasan repült, általában csak azt válaszolta, hogy „nem elég magasan.” (Az U–2 repülési magassága egyébként egy időben államtitoknak számított, nyilvánosságra hozása börtönbüntetéssel is járhatott.)
Visszatérése után Powers 1963 és 1970 között a Lockheednál dolgozott berepülőpilótaként. 1970-ben egy társszerzővel önéletrajzi könyvet írt az U–2 incidensről, angol címe Operation Overflight: A Memoir of the U–2 Incident. Powers 1977. augusztus 1-jén hunyt el egy helikopterbalesetben, miközben a Los Angeles-i KNBC TV-csatorna számára végzett riporteri munkát. A balesetet valószínűleg egy hibás üzemanyagmutató okozta. Powerst az arlingtoni katonai temetőben helyezték örök nyugalomra. Gyászolta felesége, Sue, és két gyermeke, Dee és Francis Gary Jr.

## Halála után
1998-ban a titkosítás alól feloldott aktákból kiderült, hogy Powers végzetes küldetése egy közös CIA-légierő program része volt. 2000-ben, Powers lelövésének 40. évfordulóján Powers családjának végre átadták a posztumusz megítélt kitüntetéseket: a hadifogoly medált (Prisoner of War Medal), a kiváló repülésért járó keresztet (Distinguised Flying Cross) és a honvédelem szolgálatáért járó medált (National Defense Service Medal).

## Megjelenése a kultúrában
Az incidens történetét 2015-ben, Tom Hanks főszereplésével a Kémek hídja című film is feldolgozta, melyben Powers szerepét Austin Stowell alakítja.

## Kapcsolódó szócikk
- U–2 incidens